# John Arne Riise
John Arne Semundseth Riise (Ålesund, Møre og Romsdal, Noruega, 24 de setembre de 1980) és un futbolista noruec que actualment juga al APOEL FC Nicòsia i a la selecció de futbol de Noruega.

## Trajectòria
Riise va iniciar la seva carrera al Aalesunds F.K del seu país on va jugar el 1998. A aquest any va ser adquirit per l'AS Mònaco de França, equip on va estar fins a l'any 2001. Amb el Mónaco va obtenir la Ligue 1 de la temporada 1999-00 integrant habitualment a l'equip titular.
El 2001 va ser comprat pel Liverpool F.C de la FA Premier League anglesa per un total de £4.000.000. Riise va debutar amb el Liverpool a la Supercopa d'Europa de futbol contra el Fußball-Club Bayern München en un partit en el qual el seu equip es va imposar 3-2 i ell va marcar un gol després d'una assistència de Michael Owen. A més, va ser part important de l'equip titular a la temporada 2004-05 quan el Liverpool va guanyar la Lliga de Campions de la UEFA i la FA Cup.
Riise destaca principalment per la seva potència i excel·lent chut amb la cama esquerra (ha marcat molts gols amb chuts des de fora de l'àrea), resistència i força.
La seva posició natural és la de lateral esquerre, però el fet de ser ofensiu i posseir un excel·lent xut amb la cama esquerra feien que l'entrenador del Liverpool, Rafael Benítez, el fes jugar d'interior esquerre.
El 19 de juny de 2008, l'AS Roma el fitxa per les 4 següents temporades por 5 milions d'euros.
En un partit contra el Manchester United FC, Riise va concretar un tir lliure, que va ser impactat per Alan Smith provocant-li una fractura de tíbia i peroné.

## Internacional
Ha jugat 110 partits amb la selecció de futbol de Noruega i ha marcat 16 gols.